# Onthophagus davisi
Onthophagus davisi là một loài bọ cánh cứng trong họ Bọ hung (Scarabaeidae).